# Singu Min
Cette page contient des caractères spéciaux ou non latins. S’ils s’affichent mal (▯, ?, etc.), consultez la page d’aide Unicode.
Singu Min (birman စဥ့်ကူးမင်း, sɪ̰ɴɡú mɪ́ɴ ; 10 mai 1756 - 14 février 1782) fut le quatrième roi de la dynastie Konbaung de Birmanie (actuelle République de l'Union du Myanmar). Fils du roi Hsinbyushin, il lui succéda en 1776 à Ava au milieu de la controverse, car son grand-père Alaungpaya, fondateur de la dynastie, avait souhaité que tous ses fils fussent rois. Son accession au trône fut rendue possible par le soutien de son beau-père, le général Maha Thiha Thura, commandant en chef de l'armée birmane et vainqueur des quatre invasions chinoises du règne précédent. Soucieux de maintenir son pouvoir à domicile, Singu ordonna à Maha Thiha Thura de revenir à Ava et aux forces birmanes de se retirer du Lanna et de la haute-vallée de la Chao Phraya, où elles affrontaient celles du Lanna et du roi de Siam Taksin. La conséquence de ce retrait fut la perte définitive de la plupart des territoires du Lanna, sous domination birmane depuis 1558. 
Singu passa les années suivantes à éliminer ses rivaux potentiels, dont le prince d'Amyint, son oncle, héritier légitime selon les vœux d'Alaungpaya, ainsi que cinq de ses propres frères,. Il envoya d'autres prétendants possibles : ses trois oncles restants et deux cousins. Il eut même un conflit avec Maha Thiha Thura et renvoya l'homme qui l'avait fait roi.
Le 6 février 1782, un de ses cousins en exil, le prince de Phaungka, revint à Ava, le renversa et se proclama roi. Son règne fut bref. Leur oncle le Prince de Badon organisa un coup d'état la semaine suivante et les fit tuer tous les deux. Il est connu sous le nom de roi Bodawpaya.

## Jeunesse
Né sous le nom de Min Ye Hla, Singu était le fils aîné du prince de Myedu (le futur roi Hsinbyushin) et de sa première épouse au palais royal d'Ava le 10 mai 1756. Quand son père est devenu roi, Min Ye Hla a reçu en apanage la ville de Singu (au sud-ouest d'Ava, près de l'Irrawaddy). Il devint connu comme Singusa ou Seigneur de Singu. Il fut plus tard nommé prince héritier, contre le souhait exprimé par son grand-père Alaungpaya sur son lit de mort,.

## Règne
Singu élimina tous ses rivaux potentiels dès qu'il monta sur le trône. Il fit exécuter trois de ses demi-frères en 1776, puis son oncle le prince d'Amyint le 1er octobre 1777. Il exila ses trois oncles restants. Le prince de Bandon (le futur roi Bodawpaya) était le suivant sur la ligne de succession, et donc sa cible suivante. Mais il se comporta de manière assez rusée pour paraître inoffensif. Singu se contenta de l'envoyer à Sagaing, où il demeura sous bonne garde.
Contrairement à ses prédécesseurs, tous des hommes de guerre, Singu était foncièrement pacifique. Le pays était en guerre incessante depuis 1740, avant même la fondation de la dynastie. Reflet de l'aversion générale du peuple pour la guerre, Singu démobilisa l'armée. Il abandonna pratiquement aux Thaïs le Lanna, qui était sous domination birmane depuis le règne de Bayinnaung (1551-1581).
Il passa la plupart du temps dans sa capitale, entouré de jeunes gens, à écouter de la musique et de la poésie, et ses nuits dans l'ivresse de l'autre côté de la rivière. Il fit exécuter ou renvoyer les courtisans qui critiquaient sa conduite.
Il eut treize épouses, qui lui donnèrent six filles et six garçons.